# Wólka (powiat gołdapski)
Wólka (niem. Wolken) – osada w Polsce, w województwie warmińsko-mazurskim, w powiecie gołdapskim, w gminie Banie Mazurskie.
W latach 1975–1998 miejscowość należała administracyjnie do województwa suwalskiego.

## Nazwa
28 marca 1949 r. ustalono urzędową polską nazwę miejscowości – Wólka, określając drugi przypadek jako Wólki, a przymiotnik – wólecki.

## Zabytki
W miejscowości znajduje się zabytkowe założenie dworsko-parkowe (nr. ew. NID A-4200). Parterowy dwór eklektyczny z poł. XIX/XX w. z piętrowym, półowalnym ryzalitem, fragmenty parku i zabudowania folwarczne.